# Аллентаун (Джорджія)
Аллентаун (англ. Allentown) — місто (англ. town) в США, в округах Вілкінсон, Твіггс і Лоренс штату Джорджія. Населення — 195 осіб (2020).

## Географія
Аллентаун розташований за координатами 32°35′30″ пн. ш. 83°13′26″ зх. д. / 32.59167° пн. ш. 83.22389° зх. д. (32.591572, -83.224001).  За даними Бюро перепису населення США в 2010 році місто мало площу 7,97 км², з яких 7,96 км² — суходіл та 0,01 км² — водойми. В 2017 році площа становила 11,92 км², з яких 11,86 км² — суходіл та 0,07 км² — водойми.

## Демографія
Згідно з переписом 2010 року, у місті мешкало 169 осіб у 82 домогосподарствах у складі 53 родин. Густота населення становила 21 особа/км².  Було 105 помешкань (13/км²).
Расовий склад населення:
| - 66,3 % — білих - 29,0 % — чорних або афроамериканців |

До двох чи більше рас належало 4,1 %. Частка іспаномовних становила 3,0 % від усіх жителів.
За віковим діапазоном населення розподілялося таким чином: 16,0 % — особи молодші 18 років, 58,6 % — особи у віці 18—64 років, 25,4 % — особи у віці 65 років та старші. Медіана віку мешканця становила 51,9 року. На 100 осіб жіночої статі у місті припадало 87,8 чоловіків;  на 100 жінок у віці від 18 років та старших — 89,3 чоловіків також старших 18 років.
Середній дохід на одне домашнє господарство  становив 41 159 доларів США (медіана — 28 958), а середній дохід на одну сім'ю — 49 508 доларів (медіана — 42 917). За межею бідності перебувало 30,0 % осіб, у тому числі 38,5 % дітей у віці до 18 років та 0,0 % осіб у віці 65 років та старших.
Цивільне працевлаштоване населення становило 73 особи. Основні галузі зайнятості: освіта, охорона здоров'я та соціальна допомога — 26,0 %, виробництво — 20,5 %, публічна адміністрація — 9,6 %, фінанси, страхування та нерухомість — 9,6 %.